# You Never Know
『You Never Know』（ユー・ネバー・ノウ）は、栗林誠一郎のアルバム。

## 内容
冒頭の「君がいない」、最後の「The Rats Around You」は栗林による作詞。TUBEのセルフカバー曲「Remember me」は初めて楽器を使わない楽曲で、アカペラ録音。ただし、「君がいない」のみベースを使用しての演奏であるが、「Too late to turn back」はベースサウンドのない楽曲である。また、裏ジャケットでは、栗林がアコースティックギターを弾いている姿がある。

## 批評
『CDジャーナル』は「リズム先行のサウンドが主流の時代にメロディーを中心にすえたソングライター・タイプの曲が中心。か細く甘い声でじっくりと聴かせる」。

## 収録曲
全作曲:栗林誠一郎
1. 君がいない
作詞:栗林誠一郎 編曲:栗林誠一郎・明石昌夫
1991年7月にTUNE'S（当時はTUNE's Blues Band名義）、1993年2月にZARDが歌詞を一部変更してリリースした（ZARD版は作詞：坂井泉水となっている）。
2. 誰のためでもない夜
作詞:小田佳奈子 編曲:栗林誠一郎・明石昌夫
3. You Never Know
作詞:亜蘭知子 編曲:栗林誠一郎・明石昌夫
4. Too late to turn back
作詞:小田佳奈子 編曲:栗林誠一郎・明石昌夫
5. Nothing to lose
作詞:小田佳奈子 編曲:栗林誠一郎・明石昌夫
6. MY DEAR
作詞:岡田奈穂 編曲:栗林誠一郎・明石昌夫
7. COME ON
作詞:小田佳奈子 編曲:栗林誠一郎・明石昌夫
8. Remember me - 原曲:TUBE
作詞:前田亘輝（英訳詞:AMY） 編曲:栗林誠一郎
9. The Rats Around You
作詞:栗林誠一郎 編曲:栗林誠一郎・明石昌夫

## 参加ミュージシャン
- 栗林誠一郎 - ベース (T-1)、バックアップボーカル (T-1,2,3,5,7,8,9)
- 増崎孝司 - ギター (T-1～7,9)
- 小野塚晃 - キーボード (T-1～7)
- 青木智仁 - ベース (T2,6,7,9)
- 青山純 - ドラム (T-1～7)
- 江口信夫 - ドラム (T-9)
- Susumu Kazuhara - フリューゲルホルン (T-3)
- Nobuo Yagi - Jazz Harp (T-7)
- 勝田一樹 - サックス (T-1,2,4,6,9)
- Hironori Sawano - トランペット (T-2,4,6,9)
- Keita Miyahara - トロンボーン (T-2,4,6)
- 明石昌夫 - ベース (T-3,5)、シンセサイザー (T-1～7,9)